# Reflection (film)
Reflection (in ucraino Відблиск?, Vidblysk) è un film del 2021 scritto, diretto, montato e fotografato da Valentyn Vasjanovyč.
È stato presentato in concorso alla 78ª Mostra internazionale d'arte cinematografica di Venezia.

## Trama
Il chirurgo ucraino Serhij, a seguito allo scoppio della guerra del Donbass, viene arruolato nell'esercito. Persosi in missione con un commilitone nella zona di guerra, viene fatto prigioniero dalle forze separatiste filo-russe della Repubblica Popolare di Doneck. Qui viene seviziato e costretto ad assistere alle atroci torture inflitte ad altri prigionieri e all'eliminazione dei loro cadaveri in dei forni crematori mobili. Tra questi, v'è Andrij il compagno dell'ex moglie Polina, che viene torturato a morte sotto i suoi occhi. Serhij convince, corrompendolo, un carceriere a non cremare il cadavere di Andrij e sotterrarlo invece nei paraggi (così da poterlo poi restituire alla famiglia).
Dopo un po' di tempo, Serhij viene liberato in uno scambio di prigionieri e torna a Kiev, alla sua comoda vita borghese. Qui, nonostante il trauma subito, prova a dare un senso alla sua vita e a ricucire i rapporti con Polina e la figlia Ol'ga, entrambe inconsapevoli della morte di Andrij e alla ricerca di notizie dal fronte. Serhij intanto si adopera per far recuperare le spoglie di Andrij, riuscendoci.

## Produzione
A differenza del precedente Atlantis (2019), interpretato per la maggior parte da veri partecipanti alla guerra del Donbass, il cast di Reflection è composto principalmente da attori professionisti: per assicurarsi comunque una certa fedeltà nella rappresentazione del conflitto, Vasjanovyč si è servito di molti consulenti militari, tra cui il giornalista Stanislav Asjejev, che era stato prigioniero dell'RPD per oltre due anni nel carcere di Izoljacija.

## Distribuzione
Il film è stato presentato in anteprima il 6 settembre 2021 in concorso alla 78ª Mostra internazionale d'arte cinematografica di Venezia. È stato distribuito nelle sale cinematografiche italiane da Wanted Cinema a partire dal 17 marzo 2022, in concomitanza con l'invasione russa dell'Ucraina.

## Riconoscimenti
- 2021 - Mostra internazionale d'arte cinematografica
  - In concorso per il Leone d'oro al miglior film